# Distichophyllum auratum
Distichophyllum auratum là một loài Rêu trong họ Hookeriaceae. Loài này được (Müll. Hal.) Mitt. mô tả khoa học đầu tiên năm 1869.